# EA Mobile
Az EA Mobile amerikai videójáték-fejlesztő stúdió, amely az Electronic Arts videójáték kiadó tulajdonában van. A cégnek számos irodája megtalálható a világon: Los Angelesben, Montréalban, Londonban, Tokióban, Hyderabadban, Honoluluban és Bukarestben.
A stúdió elsődleges hivatása, hogy játékokat készítsen mobiltelefonokra, de emellett még további más szolgáltatásokat is készít, mint például csengőhangokat, alkalmazásokat, vagy játékokat más platformokra is, mint például PDA-kra és PC-kre.
Sokféle játékot készít a stúdió, a puzzle játékoktól egészen a sport játékokig. A legismertebb játékaik a bowling műfajba tartozó JAMDAT Bowling és a JAMDAT Bowling 2, továbbá a jól ismert Bejeweled, a PC-s Worms World Party Pocket PC-s változata, az NFL-, az NBA- és az MLB-féle játékok és persze a mobiltelefonra licencelt Tetris is.
Az EA Mobile kapcsolatban van az észak-amerikai vezeték nélküli szolgáltatásokat nyújtó cégekkel, mint például az Sprint Nextel-lel, a Verizon Communications-szel és az AT&T Mobility-vel, csak úgy mint a kisebb észak-amerikai, európai és ázsiai vállalatokkal is.

## Java játékok
- Need for Speed Carbon
- The Sims 2
- Tetris
- FIFA 07
- Scrabble
- Medal of Honor
- Sim City
- Tetris Mania
- EA Air Hockey
- FIFA World Cup
- FIFA Street 2
- Tiger Woods PGA TOUR 06
- The Sims DJ
- LEGO Escape
- Harry Potter Mastering Magic
- SimCity Societies
- EA SPORTS FIFA 08
- Skate
- Medal Of Honor Airborne
- Burnout
- The Sims 2 Pets
- Sim City
- Spore
- Need For Speed Pro Street
- Command & Conquer 3: Tiberium Wars
- Rally Stars 3D[2]